# グローバ
株式会社グローバは、東京都渋谷区に本社を置き、建設業界向けの無料施工管理アプリの「クラフタ」と「建設業界」「整備士」に特化した人材紹介事業を運営する日本の法人である。

## 概要
株式会社グローバは、2014年9月に創業。本社を東京都渋谷区に置く。リフォーム会社とエンドユーザーとのマッチングを行うサービス「リフォームガイド」をリリース。2019年にあなぶきグループに事業譲渡。

## リフォームガイド詳細
リフォームガイドでは、ユーザーの志向や価値観に合わせて、リフォーム会社とのマッチングを行うサービスである。

## 沿革
2014年10月：株式会社グローバ設立。東京都渋谷区に事務所を構える。
2015年4月：東京都、神奈川県にてサービス開始
2016年8月：埼玉県、千葉県へとサービスエリアを拡大
2016年10月：大阪府、兵庫県、京都府へとサービスエリアを拡大
2017年1月：サイバーエージェントベンチャーから2000万円の出資を受ける
2017年3月：掲載産業省主管の平成28年度サービス等生産性向上IT導入支援事業費補助金の支援事業者に認定
2017年10月：茨城県、群馬県、栃木県、奈良県、滋賀県へとサービスエリアを拡大